# Zespół Lennoxa-Gastauta
Zespół Lennoxa-Gastauta rozwija się między 1-8 rokiem życia, częściej u chłopców. W sumie stanowi ok. 5-10% przypadków zespołów padaczkowych u dzieci. Podobnie jak zespół Westa należy do grupy padaczek lekoopornych. Objawy zespołu są zróżnicowane. Mogą to być napady atoniczne, z nagłą utratą napięcia mięśni i upadkiem, lub też napady miokloniczne ze skurczem grup mięśniowych. W zespole tym mogą się również zdarzyć miokloniczno-astatyczne objawy będące połączeniem dwóch wspomnianych wcześniej typów. Są one przez to dość niebezpieczne dla zdrowia a nawet życia dziecka, gdyż towarzyszą im liczne obrażenia ciała w trakcie upadku. Ostatnim rodzajem są nietypowe napady nieświadomości, z dłuższym okresem trwania (>20 sek.), automatyzmami, częściowymi utratami przytomności. Są one charakterystyczne dla tego zespołu. Następstwem tych dochodzących do 100/dzień napadów jest opóźnienie rozwoju i zaburzenia mowy.